# Smultronguava
Smultronguava (Psidium littorale) är en art i familjen myrtenväxter. Arten kommer ursprungligen från östra Brasilien och nordöstra Uruguay, men numera odlad och förvildad i många tropiska områden.
Bildar städsegröna buskar eller små träd, vanligen 2-7 meter höga, men kan i sällsynta fall bli upp till 12 meter. Barken är brun. Bladen är motsatta, enkla och helbräddade, de är läderartade, släta, glänsande och till formen äggrunda, 3,5-12 × 1,5-6 cm.
Blommorna sitter ensamma i bladvecken, de är doftande, 1,5-6 cm vida med många ståndare.
Frukten är ätlig, rund eller äggrund, 2,5-4 cm i diameter, röd till purpurröd eller gul. Smaken är aromatisk, något smultronlik och svagt syrlig.
- Gul smultronguava ('Lucidum') - från Brasilien blir ett träd upp till 12 meter och har gula, ej röda frukter. Den uppfattas ibland som en form eller varietet, men har kulturursprung och har på senare tid fått status av sort.

## Synonymer
Guajava cattleyana (Sabine) Kuntze
Psidium chinense hort.
Psidium variabile O. Berg
Psidium cattleianum Sabine (1822)
Psidium cattleianum f. lucidum O.Deg.
Psidium cattleyanum var. coriaceum (Mart. ex O. Berg ) Kiaersk.
Psidium cattleyanum var. littorale (Raddi) Mattos
Psidium cattleyanum var. pyriformis Mattos
Psidium coriaceum Mart. ex O. Berg
Psidium coriaceum var. longipes O.Berg
Psidium humile Vell.
Psidium littorale var. longipes (O.Berg ex Mart.) Fosberg